# Cidade Universitária de Caracas
A Cidade Universitária de Caracas (em espanhol: Ciudad Universitaria de Caracas) é o campus principal da Universidade Central de Venezuela. Foi declarada Patrimônio da Humanidade pela UNESCO em 2000. Está localizada na Paróquia São Pedro do Município Libertador de Caracas, Venezuela.
A Cidade Universitária é considerada uma peça mestre da arquitetura contemporânea e do planejamento urbano. Converteu-se no único campus universitário desenhado por apenas um arquiteto no século XX no mundo.
É um exemplo excepcional do movimento moderno de arquitetura inspirado na Bauhaus. Agrupa uma grande quantidade de edifícios funcionais organizados em um conjunto limpo inter-relacionado e enriquecido com peças mestres de arquitetura moderna e de outras artes plásticas, no que se havia dado em chamar a "Sínteses das Artes Maiores", que encontra sua máxima expressão na Aula Magna, com seus nuvens acústicas de Alexander Calder, no Estádio Olímpico com suas enormes estatuas alegóricas ao desporte e na Praça Coberta com seus muros e esculturas de artistas da dimensão de Jean Arp, Fernand Léger, Victor Vasarely e Mateo Manaure.

## História

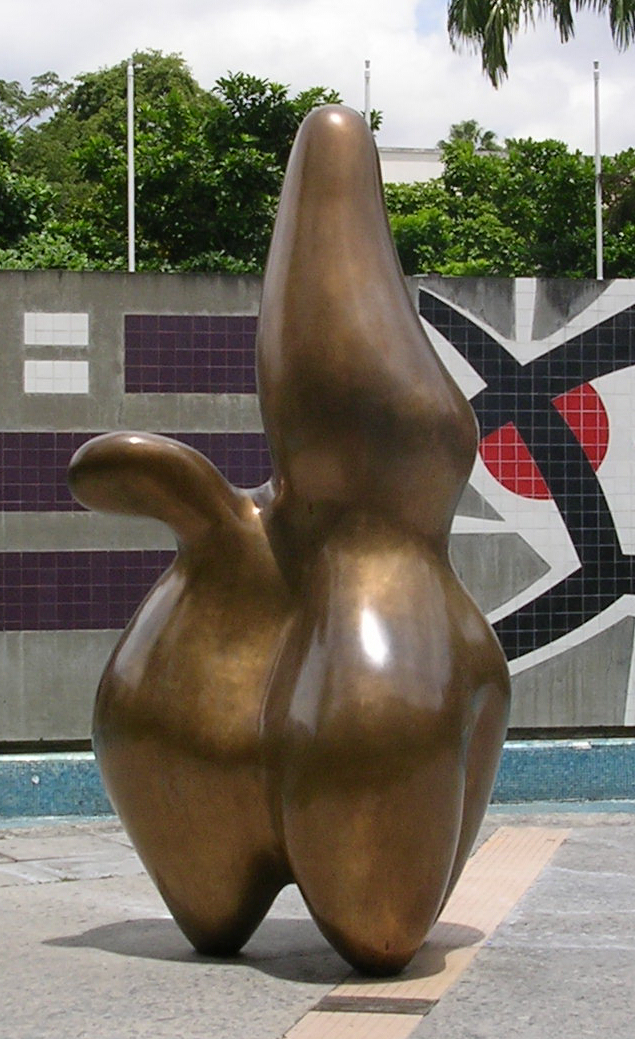
Berger des Nuages

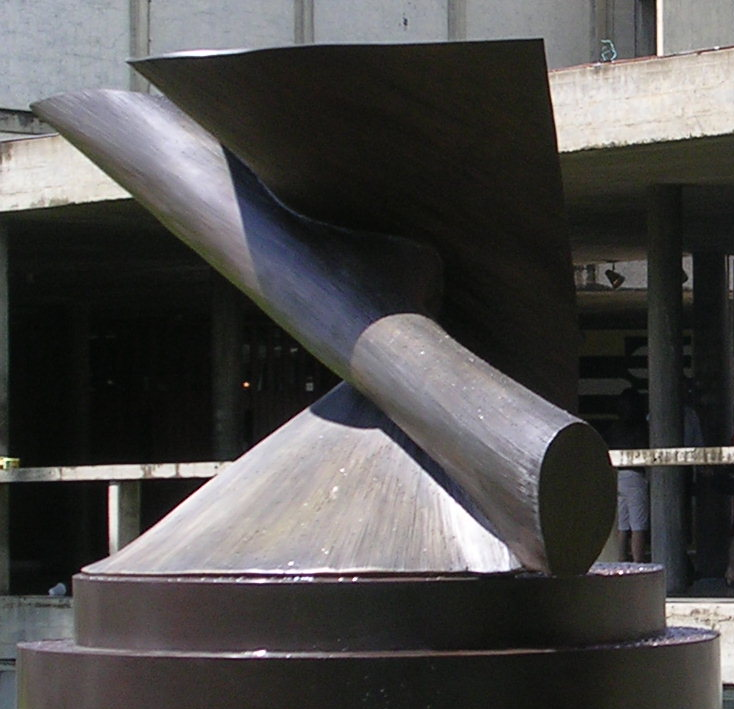
Obra de Antoine Pevsner

Construída segundo o projeto do arquiteto venezuelano Carlos Raúl Villanueva, entre 1940 e 1960 nos terrenos da Fazenda Ibarra, propriedade doada pelo Libertador Simón Bolívar para a antiga  Real e Pontifícia Universidade de Caracas logo de sua reorganização abaixo os estatutos republicanos que a converteram na moderna Universidade Central da Venezuela.
A Cidade Universitária foi criada como uma casa de estudos que tivesse a capacidade de abrigar uma maior população estudantil, que é capaz de suprir a Antiga Universidade de Caracas. Seguindo a linha de um moderno e único recinto que pode concentrar todas as dependências universitárias em um mesmo campus. No entanto, uma universidade que concentre em apenas uma sede todas suas funções.
Em 1942 sobe a presidência de Isaías Medina Angarita começaram os estudos do novo projeto, que prometia ser uma das melhores universidades da América Latina. Depois de analisar distintos sítios, se escolheram os terrenos da Fazenda Ibarra, que seria o sitio ideal para conectar ao novo centro geográfico da cidade ao redor da Praça Venezuela.
O projeto requere um grande compromisso tanto de planejamento urbano como de desenho arquitetônico. Em outubro de 1943 Medina Angarita decretou a criação do Instituto Autônomo da Cidade Universitária, o qual teria a finalidade de levar a cabo as obras que integrariam o novo campus universitário. Apenas um arquiteto deve planejar e vigiar o desenvolvimento de todos os edifícios. Pelo que Medina Angarita da ao mestre Carlos Raúl Villanueva uma única oportunidade de aplicar suas ideias de integração de arte com arquitetura em grande escala.
Este grande complexo urbano de 2 km ² inclui um total de quarenta edifícios, que se converteu em uma das com mais êxitos aplicações da arquitetura moderna na América Latina. Villanova trabalhou em estreita colaboração com todos os artistas que contribuíram ao desenvolvimento de sua obra e pessoalmente supervisionou o projeto durante mais de 25 anos até fins dos anos 60, quando ele deteriorou sua saúde e o obrigou a sair do desenho de alguns edifícios nesse período.
A Cidade Universitária foi inaugurada parcialmente em 2 de março de 1954 durante a ditadura do Tenente Coronel Marcos Pérez Jiménez e é considerada uma das grandes criações da arquitetura mundial do século XX. No ano 2000 foi nomeada Patrimônio da Humanidade pela UNESCO, convertendo-se no primeiro campus na América Latina a receber essa honra.

## Conjunto Central
O Conjunto Central da Cidade Universitária abriga muitos edifícios acadêmicos, administrativos e sociais, bem como algumas das obras de arte mais famosas do campus.
A Plaza Cubierta é um espaço interior-exterior concebido como um "museu aberto", que combina arte em ambiente e arquitetura em arte e é considerada uma das mais importantes obras artísticas e culturais. Ela também conecta muitos edifícios diferentes no Conjunto Central. Villanueva queria que a Plaza Cubierta fosse o coração do campus, o centro físico e cultural, sendo inspirado por salões e praças do centro da cidade na Europa. Foi inaugurada com o anexo Aula Magna em 2 de março de 1954.
Os edifícios ligados pela Plaza Cubierta incluem a biblioteca principal, os escritórios da reitoria, a Federação de Centros de Estudantes (a união de estudantes), a Aula Magna e a sala de concertos (Sala Concierto). Destes, e todas as obras de Villanueva, a Aula Magna é considerada o "exemplo consumado de síntese". A Plaza Cubierta é conhecida por ter uma série de rampas ligando elementos, paredes perfuradas e seções de teto aberto, dando-lhe uma sensação de fluxo.
A Praça da Reitoria foi concebida como um estacionamento, e foi construída em 1952. No entanto, muitas pessoas queriam usá-la e por isso foi fechada para carros em fevereiro de 1958. Em 2013, um projeto de biblioteca aberta foi iniciado nas passarelas cobertas da Plaza Cubierta, como um projeto de arte e para promover o compartilhamento de livros e o aproveitamento dos espaços recreativos do campus. Separando a Plaza Cubierta dos prédios acadêmicos e instalações esportivas está a Plaza Jorge Rodríguez, mais conhecida como Tierra de nadie (terra de ninguém).
A arte modernista não é apenas historicamente renomada, mas foi usada para o benefício da propaganda no filme americano de 1956, Assignment: Venezuela, tentando encorajar os trabalhadores do petróleo a se mudarem para Maracaibo. Jim é levado a um tour pela Venezuela e chega ao então recém-construído campus em um carro importado, admirando os murais e estátuas. No filme, ele chega ao que se tornaria Reitoria Plaza, quando ainda era de estacionamento.

Maciá Pintó descreve o design funcional e artístico da Plaza Cubierta como:
É um espaço de permanência e circulação que se ramifica em passagens cobertas e estacionamentos. Desenhado com movimentos contínuos e recorrentes em mente, incorporando diferentes rotas e séries de perspectivas, conectando pontos focais para chamar a atenção e orientar a circulação, a arquitetura da praça baseia-se em grande parte na percepção visual, mas o prazer leva à experiência háptica e sinestesia sensorial: luz e sombra, contorno e cor, espaço e tempo são transformados no movimento do corpo vivo, no ciclo de horas e anos. a persistência da continuação da mise-en-scène da praça, para a sua criação e desfazer diária.

- Maciá Pintó, "Carlos Raúl Villanueva: The Synthesis with Venezuela", Alfredo Boulton and His Contemporaries: Critical Dialogues in Venezuelan Art, 2008.

## Edificios principais

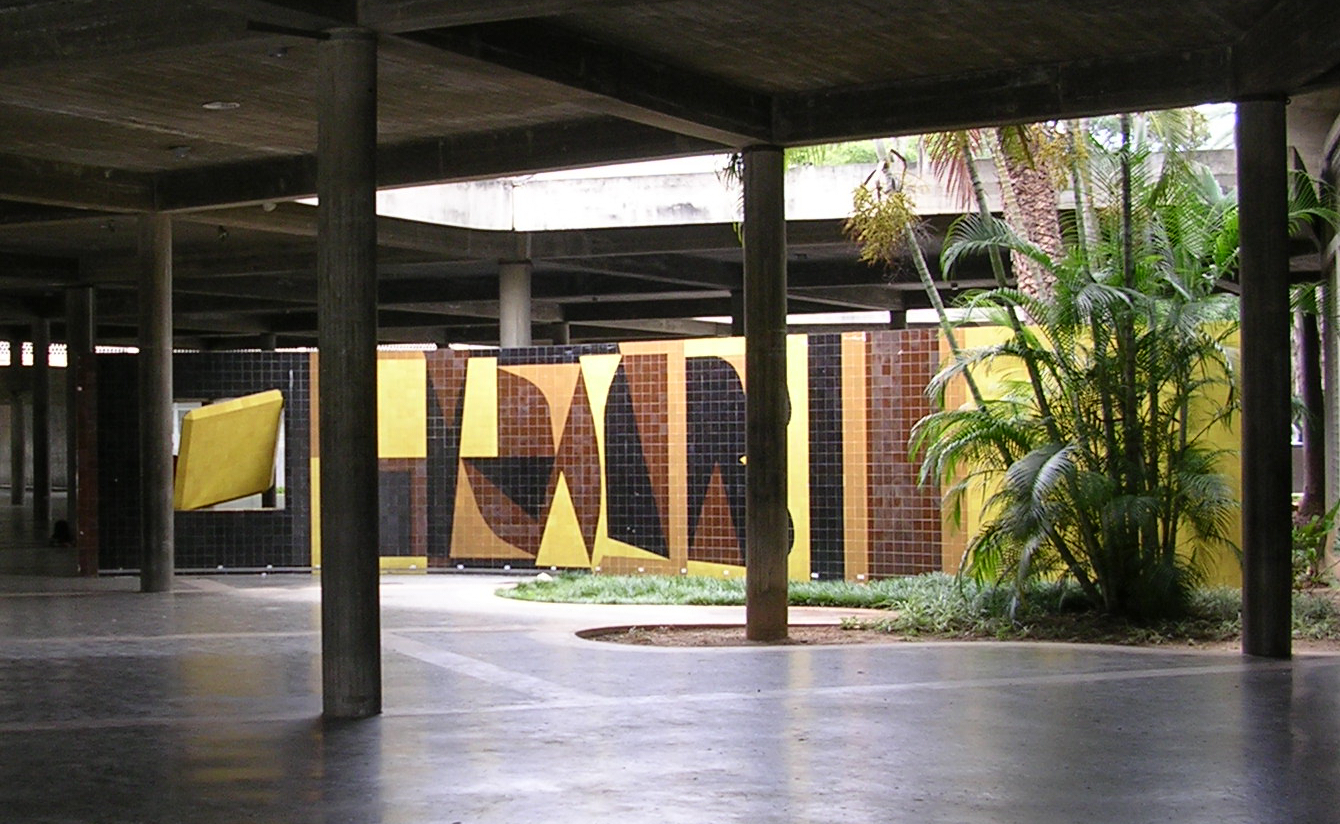
Victor Vasarely

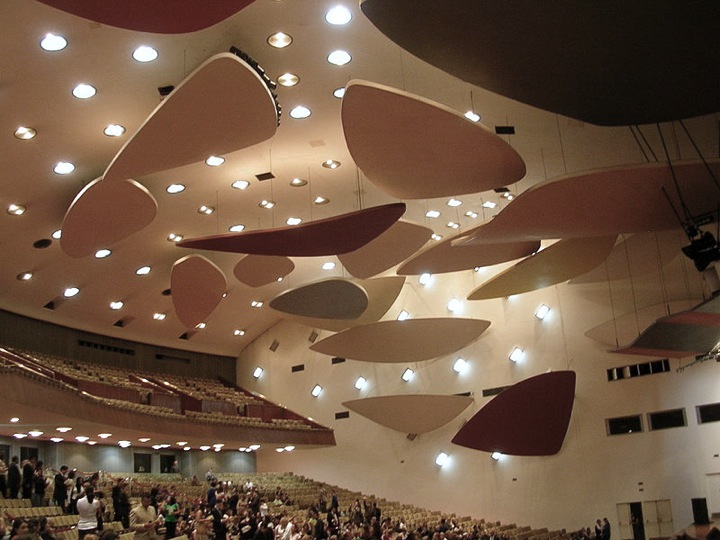
Aula Magna

Entre os Edifícios mais importantes desenhados por Carlos Raul Villanueva para a Cidade Universitária de Caracas podemos encontrar:
- Hospital Clínico Universitário
- Edifício da Escola de Enfermeiras
- Instituto Botânico
- Instituto de Medicina Tropical
- Estádio Olímpico da UCV
- Estádio Universitário de Caracas
- Complexo Biblioteca Central-Reitoria
  - Sala de Concertos
  - Paraninfo da UCV
  - Aula Magna
  - Biblioteca Central
  - Praça Coberta
  - Edifício da Reitoria
  - Praça da Reitoria
  - Relógio Universitário
- Edifício da Faculdade de Humanidades e Educação
- Edifício da Escola de Física
- Edifício da Faculdade de Odontologia
- Edifício da Faculdade de Farmácia
- Edifício da Faculdade de Arquitetura e Urbanismo
- Edifício da Escola Básica de Engenharia - Biblioteca e Auditório
- Edifício da Escola de Engenharia Metalúrgica
- Edifício da Escola de Engenharia Sanitária
- Complexo de Piscinas Olímpicas - Ginásio Coberto
- Corredores Cobertos e Arcos de Entrada.

## Artistas que contribuiram no projeto

### Internacionais
- Hans Arp ( França)
- André Bloc ( França)
- Alexander Calder ( Estados Unidos)
- Wifredo Lam (   Cuba)
- Henri Laurens ( França)
- Fernand Léger ( França)
- Baltasar Lobo ( Espanha)
- Antoine Pevsner ( Rússia)
- Sophie Taeuber-Arp ( Suíça )
- Victor Vasarely ( Hungria)

### Venezuelanos
- Miguel Arroyo
- Armando Barrios
- Omar Carreño
- Carlos González Bogen
- Pedro León Castro
- Mateo Manaure
- Francisco Narváez
- Pascual Navarro
- Alirio Oramas
- Alejandro Otero
- Héctor Poleo
- Braulio Salazar
- Jesús Soto
- Víctor Valera
- Oswaldo Vigas